# Frecuencia estadística

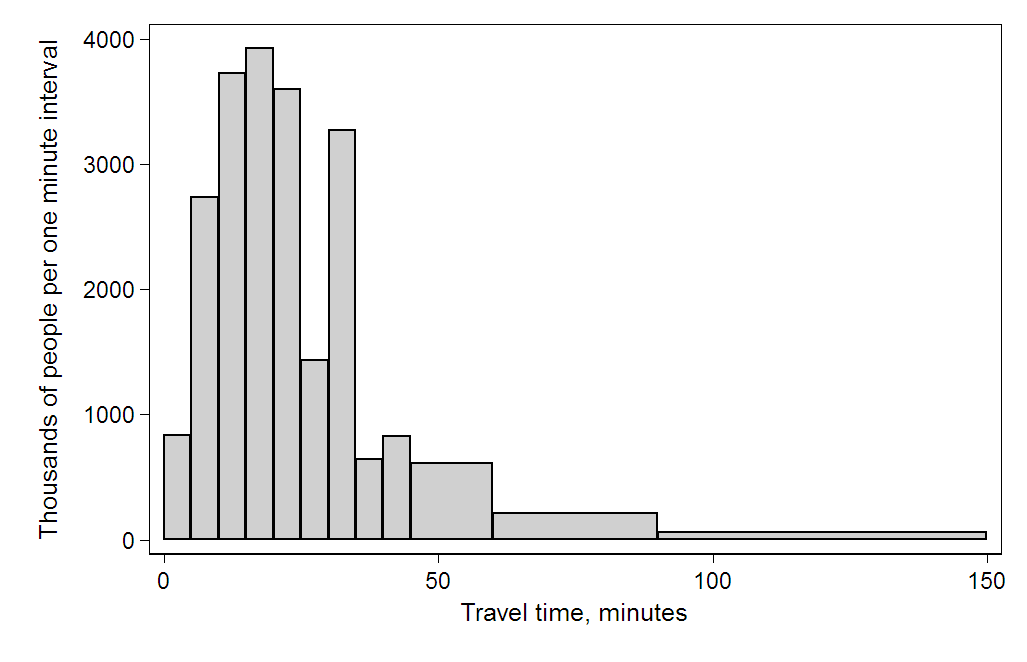
Ejemplo de un histograma

En estadística, la frecuencia (o frecuencia absoluta) de un evento es el número de veces en que dicho evento se repite durante un experimento o muestra estadística.  Comúnmente, la distribución de la frecuencia suele visualizarse con el uso de histograma.

## Tipos de frecuencias
En estadística se pueden distinguir hasta cuatro tipos de frecuencias:

### Frecuencia absoluta
La Frecuencia absoluta es el número de veces que se repite un resultado en el conjunto de todos los datos estudiados.

### Frecuencia  relativa
La  Frecuencia relativa es la proporción de cada frecuencia absoluta, es decir, el número de veces que se produce ese resultado (frecuencia absoluta) dividido por el número total de datos observados.
(fi), es el cociente entre la frecuencia absoluta y el tamaño de la muestra (N). Es decir,
{\displaystyle f_{i}={\frac {n_{i}}{N}}={\frac {n_{i}}{\sum _{i}n_{i}}}}
siendo el fi para todo el conjunto i. Se presenta en una tabla o nube de puntos en una distribución de frecuencias. Si multiplicamos la frecuencia relativa por 100 obtendremos el porcentaje o tanto por ciento (pi).

### Frecuencia absoluta acumulada
(Ni), se refiere al total de las frecuencias absolutas para todos los eventos iguales o menores de un cierto valor, en una lista ordenada de eventos.

### Frecuencia relativa acumulada
(Hi), es el cociente entre la frecuencia absoluta acumulada y el total de la muestra.

## Ejemplos de frecuencias
Supongamos que las calificaciones de un estudiante de secundaria fueran las siguientes:
18, 13, 12, 14, 11, 08, 12, 15, 05, 20, 18, 14, 15, 11, 10, 10, 11, 11. Entonces:
- La frecuencia absoluta de 11 es 4, pues 11 aparece 4 veces.
- La frecuencia relativa de 11 es 0.22, porque corresponde a la división 4/18 ( 4 de las veces que aparece de las 18 notas que aparecen en total).
- La frecuencia absoluta acumulada  para el valor 11 es 8, porque hay 8 valores menores o iguales a 11.
- La frecuencia relativa acumulada para el valor 11 es 0.44, porque corresponde a la división 8/18 (frecuencia absoluta acumulada dividida entre el número total de muestras)